# Ignacio Herrero de Collantes
Ignacio Herrero de Collantes (Oviedo, 2 de juny de 1882 – Madrid, 8 de desembre de 1961) fou un empresari, financer i polític asturià, acadèmic de la Reial Acadèmia de la Història.

## Biografia
Era fill de Policarpo Herrero Vázquez, VI marquès de la Hermida, i de Teresa de Collantes. Va estudiar Dret a la Universitat d'Oviedo i va passar temporades a París i Madrid per completar la seva formació. Es va casar amb María Teresa Garralda y Calderón (1885-1964), IV marquesa d'Aledo.
Militant del Partit Conservador, fou elegit diputat per Oviedo a les eleccions generals espanyoles de 1914, 1916, 1918, 1919, 1920 i 1923. També fou conseller del Banco Herrero, fundat pel seu pare, i des de 1929 president d'Hidroeléctrica del Cantábrico. El banc va desaparèixer com a persona jurídica al setembre de 2002. En l'actualitat és una marca comercial del Banc Sabadell. També fou president del Banco Hispano Americano (1932), Tabacalera i la Unión Española de Explosivos (1940).
El seu interès investigador sobre el patrimoni i el folklore espanyol el va portar a ser nomenat acadèmic numerari de la Reial Acadèmia de la Història (escollit el 6 de maig de 1949, va prendre possessió el 15 de gener de 1950.) Va morir el 9 de desembre de 1961. Va deixar una col·lecció de 35.000 fotografies fetes als seus viatges arreu d'Espanya.

## Obres
- Herrero de Collantes, Ignacio (1944) Salamanca, notas de arte. Introducción, reseña histórica y fotografías de D. Ignacio Herrero de Collantes, marqués de Aledo. Viñetas del dibujante D. Antonio Moyano. Traducción: al inglés, de Walter Starkie, director del Instituto Británico de Madrid y al francés, de Maurice Legendre, Director de la Casa de Velazquez. Madrid, Gráficas Reunidas): 1944. Colección Aledo. Texto en español con traducciones en francés e inglés. Prologado por Bullón y Fernández, Eloy, Marqués de Selva Alegre (1879-1957).
- Herrero de Collantes, Ignacio / Marañón y Posadillo, Gregorio (1950). Viajes oficiales por España de Isabel II. (Discursos leídos en su recepción pública el 15 de enero de 1950, Real Academia de la Historia. Madrid, Real Academia de la Historia: 1950.
- Herrero de Collantes, Ignacio, Marqués de Aledo (1956). Una ojeada sobre Asturias. Notas extractadas de un viaje a España. Publicado por el Marqués de Aledo con una introducción y notas. Madrid, Gráficas Reunidas, 1956.
- Herrero de Collantes, Ignacio / Collantes Terán, Alejandro (1932). Sevilla. Notas de Arte. Madrid, Gráficas Reunidas-Kallmeyer y Gautier (láminas): 1932. Colección Aledo. Texto en español, inglés y francés.
- Herrero de Collantes, Ignacio, Marqués de Aledo (1947). Avila. Notas de arte. Introducción, reseña histórica y fotografías. Prólogo del Dr. Gregorio Marañón. Viñetas de Mercedes Conde Herrero. Traducción al inglés por Walter Starkie y al francés por Maurice Legendre. Madrid, Gráficas Reunidas, 1947. Colección Aledo. Texto en español, inglés y francés.